# Katonatelep (nádraží)
Katonatelep je železniční stanice v maďarském městě Kecskemét, které se nachází v župě Bács-Kiskun. Stanice byla otevřena v roce 1890.

## Provozní informace
Stanice má celkem 2 nástupní hrany. Ve stanici není možnost zakoupení si jízdenky a trať procházející stanicí je elektrifikovaná střídavým proudem 25 kV, 50 Hz. Provozuje ji společnost MÁV.

## Doprava
Zastavuje zde několik osobních vlaků do Budapešti a Segedína.

## Tratě
Stanicí prochází tato trať:
- Cegléd–Kiskunfélegyháza–Segedín (MÁV 140)